# Mitch Pacwa
Mitchell "Mitch" Pacwa, S.J. (Estados Unidos, 27 de julio de 1949) es un sacerdote católico jesuita, teólogo, filósofo, presentador y escritor estadounidense. Es bi-ritual, es decir, puede celebrar la misa en los ritos romano y maronita. Es presidente y fundador de Ignatius Productions. Ha enseñado en la Universidad de Dallas y en la Universidad Loyola Chicago, y es Miembro Senior del Centro San Pablo de Teología Bíblica.

## Educación
Es licenciado en Filosofía y Teología de la Universidad de Detroit, summa cum laude. Fue ordenado como sacerdote católico en 1976 por la Compañía de Jesús. Posteriormente, recibió el máster en Divinidad y S.T.B. de la Escuela Jesuita de Teología de la Universidad de Loyola, magna cum laude. Obtuvo su Ph.D. en Antiguo Testamento de la Universidad Vanderbilt.
El Padre Mitch ha enseñado en la escuela secundaria, la universidad y ha dado seminarios. Como reconocido erudito bíblico, ha dado muchas conferencias alrededor del mundo.
Él es un lingüista consumado, habla varias lenguas antiguas como latín, griego koine, hebreo, arameo y ugarítico, así como las lenguas modernas inglés, alemán, español, polaco, hebreo, árabe, francés e italiano. Tiene ascendencia polaca.
El Padre Mitch posee un gran conocimiento de las culturas del Medio Oriente. Sus largos viajes por esa región, Europa y Tierra Santa, lo inspiraron a escribir el "Libro de Oración de Tierra Santa", publicado por Ignatius Productions, y que puede ser usado como guía de oración para los peregrinos que viajan a Tierra Santa.

## En los medios
Él presenta muchos programas de televisión. En 2008 dio el discurso de la ceremonia de graduación del Instituto Agustino en Denver, Colorado.

### EWTN
Eternal Word Television Network (EWTN) es un canal de televisión católico en el que el Padre Mitch aparece frecuentemente como colaborador. Ha presentado los siguientes programas:

#### TV
En EWTN: 
- EWTN en Vivo (Miércoles).
- Umbral de Esperanza (Jueves).
- El Santo Rosario en Tierra Santa.
- Madre Angélica en Vivo (sustituyendo un par de veces a la Madre Angélica)

Pacwa también presenta Wednesday Open Line y EWTN Live en la emisora de radio de EWTN. Ocasionalmente ofrece la misa diaria en EWTN.

## Libros
- "The Holy Land An Armchair Pilgrimage" por el padre Mitch Pacwa, SJ (ISBN: 978-1-61636-613-1).
- Catholics and the New Age: How Good People Are Being Drawn into Jungian Psychology, the Enneagram and the Age of Aquarius (1992).
- Forgive Me Father, for I Am Frustrated: Growing in Your Faith Even When It Isn’t Easy Being Catholic (1997), Servant Books.
- Holy Land Prayer Book (2004), Ignatius Productions, coautor Sean Brown.
- Go In Peace: Your Guide to the Purpose and Power of Confession (2007), Ascension Press.
- Saint Paul:  A Study Guide for Catholics (2008), Our Sunday Visitor, Saint Paul on the Power of the Cross (2008)

En 2000, padre Pacwa fundó Ignatius Productions, un apostolado de medios católicos cuya misión es enseñar las escrituras, educar a los católicos en su fe y promover la unidad y la comprensión al interior del Cuerpo Místico de Cristo.